# Angraecum erectum
Angraecum erectum är en orkidéart som beskrevs av Victor Samuel Summerhayes. Angraecum erectum ingår i släktet Angraecum och familjen orkidéer. Inga underarter finns listade i Catalogue of Life.